# ギルドウォーズ
ギルドウォーズは、アメリカのArenaNet社が開発し、NC Softが運営するMORPGであり、開発元のArena.netはCo(Competitive=競争型)RPGと呼称している。日本ではエヌ・シー・ジャパンによって2006年1月27日から2015年9月30日まで運営されていた。
2012年には本作の続編である『Guild Wars2』のサービスが開始された。

## 特徴
一般的なオンラインRPGが対NPCを主眼に設計されており、その延長上として対人戦があるのに対し、ギルドウォーズでは対人戦を主眼に設計されており、対NPCはその延長上となっている。
従来のオンラインRPGで対人戦をしようとなると、ともすれば数百時間にも及ぶレベル上げとアイテム集めを終えてやっと「まともに」戦えるという仕様だったのに対し、ギルドウォーズではPvPモード専用のキャラクターを作れば「開始5分で」育成が完了した状態のキャラクターで対人戦を楽しむことができる。
このゲームは2つのゲームモードを持っている。
- RPGモード
- PvPモード

これらに関しては後の項目にて解説する。

### 課金形態
北米や欧州、台湾、韓国ではパッケージ販売（厳密にはキーコード販売）方式である。
日本では、パッケージ販売に加えて、パッケージは買わないが、月額980円を払う方式も取られている。

### クライアント
ゲームだけでなく、ゲームクライアントも独自の特徴を持っている。
- ストリーミング型アップデート

従来のゲームが、
ゲームの起動時にパッチーサーバにアクセス
↓
アップデート
↓
クライアント起動
というアップデート形式をとっていたのに対し、ゲームのプレイ中に必要に応じてバックグラウンドでパッチダウンロードが行われる、という[[SaaS]]形式をとっている。
- 多言語対応

多言語対応についてはUnicodeに全面的に対応しており、オプションを変えるだけで、英語、日本語、韓国語、スペイン語、フランス語...etcと使用言語を変更することができる。このため、クライアントは世界共通である。

### ゲームサーバー
ギルドウォーズにはMMORPGのように、静的なサーバー分割はない。
各街・ミッション拠点にいるプレイヤーの数に応じて#1、#2、#3というように動的にチャンネルが分割されるためである。このチャンネルは自由に行き来することができる。
これは街が、RPGの街という機能とゲームのロビーという性格を持ち合わせているためである。また、プレイ地域が違うプレイヤーも、同じ区域・同じチャンネルを双方が選ぶことによって一緒に遊ぶことができるようになっている。

## ゲームプレイ
ギルドウォーズではまずRPGから始めるかPVPから始めるかを決め、キャラクターのタイプを決定する。その後、下記にあるメインジョブとサブジョブの2種類、スキル、特性値を選択。また、PvPキャラクターでは装備を決定してからプレイをはじめる。
数百種類もあるスキル群の中から手持ちのスキルを8つを選び、それぞれのスキルに対応している特性値と呼ばれる数値を調節し手持ちのスキルバー（ビルドという）を組み立てて行く。
基本的にソロで活動する事は少なく最大8名でプレイする事になる。プレーヤーはソロで完結するビルドだけでなく、これら複数名からなるグループ用のビルドを考察する事も求められていく。
後述するヒーロー、傭兵と呼ばれるNPCを利用することでPVPモードの一部コンテンツ以外は1人でプレイすることが可能となっている。
スキルの種類は大分するとノーマルとエリートにわけられる。エリートスキルは原則8つの枠のうち1つまでしかビルドに組み込む事ができないが、名前から想像する事が容易いようにノーマルスキルより効果が優秀である。結果としてプレーヤーは基本的に7つのノーマルスキルと1つのエリートスキルという組み合わせでビルドを組む事が基本となる。
これらのビルドはテンプレートとしてローカルに保存することが可能である。このテンプレートは英数字24文字からなるtxtファイルとなる。
同じ機能としてプレーヤーの装備をテンプレートして保存することも可能である。こちらはRPGキャラクターよりPVPキャラクターの作成の際により効率的な効果を得られる。
RPGモード、PVPモード共に街などの拠点以外ではスキルセットの変更はできない。
拠点内ではスキルの変更も特性値の変更も、ゲームがある程度進めばサブジョブの変更も全てリスクなしで自由に可能であり、これにより、オンラインRPGにありがちな「育成の失敗」や「サブジョブの選択失敗」はほとんどないといえる。
また、経験値もクエストやミッションの遂行により大幅に得られるようになっているが、それに対して敵を倒してもなかなか得られないようになっており、これにより狩り時間投資によるレベルの差（上限はlvl20）がつきにくくなっている。少ない時間投資でも誰でも気軽に遊べるようなゲームシステムになっているといえる。

### ジョブ(Profession)
コアとなるジョブが6、キャンペーン2,3（以下C2,3などと約す）の特有ジョブが2つずつで合計10のジョブがある。
- ウォーリア:もっとも高い物理防御力を持ち、高い攻撃力を持つ。剣・斧・ハンマーを使いこなし、敵を追い詰める。

弱点は弱体化スペルや状態異常などを自力で回復できないこと。パーティの助けがあってこそウォーリアはその実力を発揮できる。
- レンジャー：弓の使い手。罠や動物などを扱うことができる。単純な攻撃力こそウォーリアに劣るものの、取りうる行動の幅が広く、様々な状況に対処しやすい。属性攻撃に対して最も高い防御力を持つ。

- モンク:主に回復と防御の魔法を使う。パーティの要。単純な防御力はかなり低いが、プロテクションの魔法を使うことでそれを補うことができる。攻撃力は全ジョブ中最も低い。

- メスマー：幻影を操るもの。精神を支配するもの。様々な弱体化スペルを使うことによってパーティが有利な状況を作り出す。直接攻撃力ではなく、間接的な方法で敵を倒すことに秀でている。

- ネクロマンサー：呪いと死者を操るもの。自らの体力の一部を犠牲にして回復したり、敵の体力を吸い取ったりとする魔法が多い。また、メスマーと同じく弱体化スペルを使いこなすが、より直接的な方法で敵の行動を制限する。また、死体からミニオンを作ることができる。

- エレメンタリスト:火･水･風･土の四大元素の魔法を使いこなす。攻撃力に優れる火、行動制限に優れる水、状態異常に優れる風、防御に優れる土、とタイプによって戦術ががらりと変わる。エネルギーを増やす特性を持ち、全ジョブで最もエネルギー最大値が高い。

- アサシン:C2特有のジョブ。ダガーの使い手。瞬間移動のスキルを使い、ダガーのコンボを使いこなす。瞬間攻撃力はウォーリアを超える反面、防御力が低い。奇襲戦法こそがこのジョブの真価である。

- リチュアリスト:C2特有のジョブ。精霊を支配するもの。精霊を召喚し、使役することで攻撃・防御・回復を行う。移動しながらの戦いにはあまり向かないが、位置を固定して戦うときにこそ真価を発揮する。

- パラゴン:C3特有のジョブ。シャウトとチャントと呼ばれるスキルにより、味方を鼓舞し、指揮する。モンクとは別のアプローチでパーティ全体を支える。スピア（投げ槍）を主武器としている。

- ダルウィーシュ:C3特有のジョブ。強化スペルを身にまとい、大鎌をふるって敵をなぎ倒す。

攻撃全てが範囲攻撃という特異なジョブでもある。また、フォームというスキルを使うことで神の化身をその身に降ろすことができる。

### アイテム
アイテムの種類は大きく、右手武器（メインウェポン、両手持ち武器含む）、左手装備（盾、フォーカス）、防具、ルーン＆記章＆パーツ、収集品、材料、消費アイテムの7つにわかれている。
防具以外のアイテムの入手は敵からのドロップ、宝箱からの入手、商店NPCからの購入、クエストの報酬の3種類からとなる。防具は決まった拠点に存在するNPCを通じて材料とお金を消費して作成するか、決まった収集品を集めトレーダーと呼ばれるNPCと交換するかの2種類のみとなる。
また、PVPキャラクターを通じてアイテムを入手する場合は、PVPコンテンツから得られるバルタザールの報酬と呼ばれる報酬を使用し、封印解除という形で入手していくこととなる。
ギルドウォーズにおいてアイテムの入手を意識しなければならないのは主にRPGキャラクターとなるが、武具の数値において2つのモードのキャラクター間に差異が生じる事はない（ステータスも然り）。
武具の性能は種類により最大値が決められており、プレーヤーはそれらに各種Mod（ルーン、記章etc）を利用することでカスタマイズして使用していくことになる。

### RPGモード
ギルドウォーズのRPGモードはいわゆるMOである。各拠点以外は全てプライベートエリアであり、不特定多数のプレーヤーが同一のマップで戦闘を行うようなタイプではない。MMORPGにありがちな「同じダンジョンで延々と敵を殺し続ける」「狩りより移動がメイン」「同じダンジョンを延々と周回する」というものではなく、「ミッション」という形式で1話ごとに音声つきムービを含んで展開するストーリーがキャンペーンシナリオを形成している。
各拠点の移動は初回のみフィールドを徒歩で進める必要があるが、一度でも訪れた拠点はマップウィンドウから拠点のアイコンをクリックすることで直接移動することが可能となっている。
ギルドウォーズは「PvPがメインであってRPGはオマケ」というような紹介をされるが、RPGモードもかなり作りこまれており、こちらでも高い評価を得ている。
レベル20が上限となっており、容易に上限に達する事が可能である。それ以降はプレイヤースキル、ビルドが重要となっている。RPGモードではプレーヤーは臨機応変なビルドを組む事を要求される。
ギルドウォーズの特徴として傭兵(Henchman)システムがある。これはパーティメンバーにNPCを入れることができるシステムで、ありがちな「～（ジョブ、クラス）がいないので出発できない」という問題を解決している。※詳細後述

#### キャンペーン1「予言の章」（英語サブタイトルはPROPHECIES）
プロローグ
ティリア大陸の東側に位置するアスカロン王国は北方の獣人族「チャール(Charr)」とグレートウォールを挟んで永きにわたって戦いを続けてきた。ある朝、あなた(プレイヤー)はタイダス卿に呼ばれた。王がチャールへの反攻作戦のために、勇敢な者を集めているというのだ。タイダス卿の下で訓練を受けたあなたはルリック王子のアスカロン･ヴァンガードに配属され、王国内部で破壊活動を行っていたチャールを仕留めるべく出撃した。洞窟に潜んでいたチャールを討ち取ったその時、アスカロンは燃え上がった。チャールが大規模な魔法を行使し、グレートウォールの内側を直接攻撃したのだ。
2年後…。あなたはルリック王子の下で戦い続け、王国最大の都市アスカロンシティーへ戻ってきた。そこにかつての美しい面影はなく、チャールによって塩が撒かた荒れ果てた大地と、流し込まれたタールによって黒く汚れた川と、細々と暮らす人々の姿があるだけだった。
解説：
ティリア大陸全土を舞台に、キャンペーンシナリオが展開される。スキルを覚えられるクエストも多数あり、場所も廃墟・氷原・サバンナ・ジャングル・砂漠・火山と多岐にわたり、純粋にRPGの評価としては「戦乱の章」よりも高い。

#### キャンペーン2「戦乱の章」（英語サブタイトルはFACTIONS）
プロローグ
ティリア大陸の南に位置するキャンサ大陸。その西側にあるシンジェ島にある訓練校に、プレイヤーの入学が決まった。ある日、マスタートウゴが優秀な生徒二人をシンジェ島に住む大臣に紹介するということで大臣の邸宅に向かうと、そこには「気が狂ってしまう疫病」に侵された警備兵達の姿があった。不吉な予感がした一行は、大臣の下へと急いだ。一行が大臣の居室にたどり着いたとき、そこにあったのは病魔に冒された大臣の姿であった。そして大臣は一行の目の前で醜悪な化け物へと姿を変えた。
「疫病」の原因を調査を続けていると、どうやら島の東側にあるゼン ダイジュンという場所が原因であるらしいことがわかった。ゼン ダイジュンは、本来ズーン ラーと呼ばれる麒麟が守護する聖なる土地である。ズーン ラーと協力して疫病の発生源と思われる中心にある廟にたどり着いたとき、200年前に謀反を起こした「シロウ・タガチ」の刻印を目にしたのであった。「シロウの復活」その真相を探るべく、プレイヤーとマスタートウゴはキャンサ大陸本土へと向かう。
解説：
西洋風ファンタジーの世界観を持つ「予言の章」とはうって変わって、東洋風の世界観を持つキャンサ大陸を舞台にキャンペーンシナリオが展開される。2パーティが参加するミッションやチャレンジミッションなどが追加され、やりこみ要素が増えている。

#### キャンペーン3「審判の章」（英語サブタイトルはNIGHTFALL）
プロローグ
黄金の太陽出ずる国、イロナ。今、この国に危機が訪れようとしていた。クールナ州を治めるヴァレシュ･オサ大元帥が、太古の昔に五大神によって追放された第六の神「アバドン」を復活させこの世に顕現させようとしていたのだ。もし、アバドンが復活すればこの世界は"ナイトフォール"と呼ばれる闇に蝕まれて滅んでしまうだろう。あなたはイロナの守護者「サンスピア」の一員として、ティリア・キャンサからの応援とともに、
ヴァレシュの待ち受ける「半月要塞ガンダーラ」へ向け出撃した。
解説:
今回は北アフリカ風の風景を持つ「イロナ大陸」が舞台となる。プレイヤーはイロナ全土を駆け巡り、ヴァレシュの野望を阻止するために行動することになる。ミッションだけでなく、クエストもストーリーと関連したものが多く、両面でストーリーが展開していくことになる。今回の章はC1･C2の伏線回収も含まれており、「チャールが南進した理由」や「シロウはなぜ裏切ったのか」なども明かされる。

#### 拡張版「新たなる予言」（英語サブタイトルはEye of the North）
プロローグ
暗黒神アバドンの打倒から3年、世界は平和を謳歌していた。しかし、突如として地震が世界各地を襲う。この地震により深い裂け目が発生し、そこへ調査のためプレイヤー達は進入する。その目の前に現れたのは、巨大な地下都市。先へ進んでいくと、そこにはドワーフ達とアスラという見慣れぬ種族。彼らはデストロイヤーと呼ばれる存在と戦っているらしい。詳しい話を聞く間もなく、迫り来るデストロイヤーの大群。プレイヤーは彼らとともにアスラの転送装置へと飛び込んだ。
解説：
舞台は再びティリア大陸へ。極北シヴァーピークやチャールの領地、広大な地下迷宮が冒険の舞台となる。RPG部分の大幅と拡張となり、新規スキルの追加を除いて、PvP部分には大きな追加点はない。新たな要素として、多層構造のダンジョン、プレイヤーの功績をたたえる「記念碑の間」、RPG専用スキルの大幅な追加があげられる。今回はレベル20のプレイヤー向けの拡張となるため、チュートリアルの部分は含まれていない。

### PvPモード
ギルドウォーズでは複数のPvP形式がフィーチャーされている。
- ランダムアリーナ(Random Arena)
対戦開始ボタンをクリックするだけで4vs4のPvPを開始できる。
メンバーの組み合わせがランダムであり、運の要素が強いとも言える。

- コーデックスアリーナ（Codex Arena）
任意にメンバーを集めて4vs4のPvPを行う。
6時間ごとに使用可能なスキルセットが変更され、各人の職業が被ることが許されない等の限定構築環境で行われる。

- 英雄たちの丘（Hero's Ascent）
8人形式で行われるトーナメント形式のPvP。
決まった順番でMAPが進み、決勝戦はヒーローズホール(The Hall of Heros)で行われる。

- ギルドバトル (Guild Battle)
8vs8で行われる、ギルド同士のPvP。
勝敗によってギルドのランクが変動する。

- 同盟バトル（Alliance Battles）
4×3vs4×3、つまり12vs12形式のPvP。
これはRPGモードのカーツとラクソンの勢力図と連動している。
敵殲滅が目的ではなく、先に500ポイント稼ぐことが勝利条件となっている。

- チームアリーナ（廃止）
任意にメンバーを集めて4vs4のPvPを行う。
任意で集めるため、作戦などが立てやすい。

- ヒーローバトル （廃止）
キャンペーン3で追加された、カスタマイズ可能なNPC「ヒーロー」を指揮して他のプレイヤーと戦う。
他のPvPと違い、プレイヤーは双方一人ずつとなっている。

### 傭兵(Henchman)、ヒーローシステム
ヒーロー、傭兵とはNPCのことを指し、ともにパーティー、グループの人数が足りない場合にプレーヤーの代わりとして利用することが出来るNPCである。簡単に説明するとヒーローとはカスタマイズ可能な傭兵であり、能力や動きの俊敏さから傭兵の上位に位置しているサポートNPCである。
現在、ヒーローはC3（Nightfall）または拡張版（Eye of the North）を導入したアカウントでないと利用できない。

#### 傭兵(Henchman)
各拠点に存在しているNPC、プレイに当って必要になるジョブがいない場合等に傭兵をパーティーに加入させる形で利用することが可能である。傭兵のジョブ、レベル、ビルドをプレーヤーが直接弄ることは不可能である。レベルが成長する事はなく、エリアによって絶対値が決まっている。また、後述するヒーローのように個別に細かい操作をすることもできないようになっている。各傭兵の特徴は容姿と名称から知る事が可能である。ビルドは必要最低限のビルドで構成されている。

#### ヒーロー
NPCは、NightfallまたはEye of the Northにおいて、PvPなどでfactionを貯めると利用権が得られる。こちらはビルド、装備ともにカスタマイズすることが可能で、より細かな行動の指示することが可能。ただしメインジョブと名前は各ヒーローによって固定されている。
RPGモードではストーリーの進行具合により新たなヒーローを仲間にすることが可能となる。また、プレーヤーと同じくレベルを成長させる必要があり、傭兵のように固定されたレベルは存在しない（ただしPVPキャラクターが利用するヒーローはLv20の最大値となる）。仲間にした時点でその仲間の封印が解除されPVPキャラクターでも使用することが可能になるが、バルタザールの報酬と呼ばれるPVPモード全般を通じて得られるポイントを使用しても解除することが可能である。
ヒーローに指定できる行動は、攻撃的、守備的、何もしないという基本3つと、使用スキルの指定、移動指定（マップ内であればどんなに遠くでも可能）、ターゲット固定などが存在する。
ちなみに1度に連れて行動できるヒーローの人数はプレイヤー1人に対し上限が7人までとなっている。

## 問題点
- 日本エリアの一般マップにはほとんどプレイヤーがいない状態である(2011年5月時点)。

新規プレイヤーが仲間を見つけようとしても、街にもプレイヤー同士の対戦フィールドにもほとんど人がいない。RPGモードは仲間でパーティを組んでミッションをクリアしていくストーリーであるが、あまりに人が少ないため、プレイヤーが一人でNPC傭兵をやとってクリアしていくだけのオフラインゲームのような状態になっている。ギルドにはまだかなりの人数がいるようであるが、ギルドホールというメンバーのみ出入り可能なフィールドにいる事が多いため、外部のプレイヤーと接触の機会が少ない。そういう場合は左上のインターフェースから容易に海外のサーバーを選択することができるため、そちらからインターナショナルエリアに入ればよい。
- 日本アカウントだけ利用できないサービスがある。

他の国では追加アイテムやサービスなどをインゲームストアで購入することができるが、日本アカウントだけこれを利用することができない。インゲームストア導入前に追加されたキャラクタースロット追加サービスについては日本公式サイトから購入できるが、それ以後に追加された追加サービス（倉庫拡張や傭兵ヒーロースロット等）は一切利用できない。インゲームストアサービスが諸外国で開始されてからおよそ2011年5月現在で2年ほど経過しているが、NCJはこれに対応する様子を一切見せていない。